# Убить легко
«Убить легко» (англ. Murder Is Easy) — детективный роман Агаты Кристи, впервые опубликован в Великобритании издательством Collins Crime Club 5 июня 1939 года и в США издательством Dodd, Mead and Company в сентябре того же года.

## Сюжет
Люк Фицвильям едет в поезде с пожилой дамой — мисс Пинкертон. В пути они разговорились и выяснилось, что она едет в Скотленд-Ярд, чтобы рассказать там о серии убийств, совершенных у неё в деревне, в Вичвуде. Но позже мисс Пинкертон была сбита автомобилем, и Люк поехал в Вичвуд, чтобы расследовать это дело. В ходе расследования Люку предстоит встретиться со своей второй половиной — Бриджит, и даже вырвать её из лап кровожадного убийцы. Позже к делу подключается суперинтендант Баттл. Вместе им удастся разоблачить опаснейшего преступника.

## Персонажи

### Главные
- Люк Фицвильям (Luke Fitzwilliam) — молодой смекалистый человек
- Бриджит Конуэй (Bridget Conway) — молодая девушка, подруга Люка
- Онория Уэйнфлит (в других переводах Гонория, или Хонория) (Honoria Waynflete) — библиотекарь-доброволец, бывшая невеста лорда Уитфилда
- Лорд Гордон Уитфилд (Гордон Рагг) (Lord Gordon Whitfield / Gordon Ragg) — предприниматель, жених Онории в молодости и жених Бриджит в зрелом возрасте

### Жертвы
- Лидия Хортон (Lydia Horton) — жена майора Хортона, отравлена мышьяком
- Гарри Картер (Garry Karter) — алкоголик, упал в реку и утонул
- Томми Пирс (Tommy Pearce) — подросток, умер после падения из окна Уайт Холла, сельской библиотеки
- Эми Гиббс (Amy Gibbs) — горничная мисс Уэйнфлит, отравлена ядом в сиропе от кашля
- Доктор Джон Эдвард Хамблби (Dr. John Edward Humbleby) — умер от заражения крови
- Лавиния Пинкертон (Lavinia Pinkerton) — сбита автомобилем в центре Лондона, по дороге в Скотленд-Ярд
- Риверс (Rivers) — водитель Гордона Уитфилда, уволен, после умер от того, что на него упало каменное украшение.

### Подозреваемые
- Джайлс Эллсворти (Giles Ellsworthy) — владелец антикварного магазина из Вичвуда, любовник Эми Гиббс
- Майор Хортон (Major Horton) — вдовец, который разводит бульдогов
- Доктор Джеффри Томас (Dr. Geoffrey Thomas) — коллега доктора Хамблби
- Мистер Эббот (Mr Abbot) — местный адвокат

### Остальные персонажи
- Джимми Лорример (Jimmy Lorrimer) — друг Люка Фицуильяма
- Миссис Анструтер (Mrs Anstruther) — тётя Бриджит Конуэй
- Джесси Хамблби (Jessie Humbleby) — вдова доктора Хамблби
- Роуз Хамблби (Rose Humbleby) — дочь доктора Хамблби
- Мистер Джонс (Mr. Jones) — директор банка
- Хетти Джонс (Hettie Jones) — дочь директора банка
- Отец Альфред Уэйк (Father Alfred Wake) — викарий
- Джим Харви (Jim Harvey) — жених Эми Гиббс
- Миссис Гиббс (Mrs. Gibbs) — тетя Эми Гиббс
- Миссис Пирс (Mrs. Pearce) — мать большой семьи, управляющий фабрики табака
- Инспектор Баттл (Supt. Battle) — полицейский из Скотленд-Ярда
- Вонки Пух (Wonky Pooh) — оранжевый персидский кот с больным ухом мисс Пинкертон, за которым ухаживает Онория Уэйнфлит

## Адаптации
- В 1982 году в США был снят фильм «Простота убийства», в котором главную роль исполняет Билл Биксби, также участвуют Оливия де Хэвиленд и Хелен Хейс. В целом эта адаптация очень близка к первоисточнику: создатели фильма лишь превратили Люка Фицвильяма из отставного полицейского в профессора в отпуске.
- В 1993 году Клайв Экстон поставил в Лондоне инсценировку романа на основе сценария вышеупомянутого фильма.
- В 2009 году компанией ITV был снят фильм «Убивать — это просто», ставший 14-й эпизодом телесериала «Мисс Марпл Агаты Кристи». Главные роли в этой постановке исполнили Джулия Маккензи (мисс Марпл) и Бенедикт Камбербэтч (Люк Фицвильям). Сюжет во многом отличается от романа: 
  - Суперинтендант Баттл отсутствует, а его функции переданы мисс Марпл.
  - Жертва первого убийства — Флори Гиббс (в романе это — Лидия Хортон).
  - В романе с мисс Пинкертон в поезде говорит Люк, тогда как в фильме это делает мисс Марпл. Затем мисс Пинкертон падает с эскалатора в метро (а не погибает под колёсами машины, как в романе).
  - Онория Уэйнфлит изображена более юной и неуравновешенной женщиной.
  - Отсутствуют мистер Эллсворти, Гордон Уитфилд, Гарри Картер и Томми Пирс.
  - Изменены способы убийств: в фильме Лидия Хортон отравлена большой дозой инсулина во время приёма ванны. Флори Гибс отравлена ядовитыми грибами, которые были подсыпаны в её рагу. В маске викария была проделана дыра, и когда преподобный Митчел опрыскивал ядом улей с пчёлами, то вдохнул пары и умер (персонаж которого не было в романе).
  - Совершенно изменён мотив убийцы: в фильме Онория Уэйнфлит была изнасилована своим братом Леонардом, после чего убила его. Затем, обнаружив, что беременна, стала жить как затворница. Когда ребёнок родился, Онория положила его в корзинку и бросила в воду. Много лет спустя взрослая дочь Онории в лице Бриджит приехала в Вичвуд и начала всё выведывать.